# شارلوت غرانت
شارلوت لاين غرانت (بالإنجليزية:Charlotte Grant; من مواليد 20 سبتمبر 2001) هي لاعبة كرة قدم أسترالية محترفة تلعب كمدافعة لصالح نادي توتنهام هوتسبير في الدوري الممتاز للسيدات ومنتخب أستراليا لكرة القدم للسيدات.

## مسيرتها الكروية

### نادي أديلايد يونايتد
في أكتوبر 2018، انضمت جرانت إلى نادي أديلايد يونايتد برفقة اللاعبة الدولية الأمريكية آمبر بروكس. ظهرت لأول مرة مع أديلايد في 18 نوفمبر 2018، حيث حلت محلها اللاعبة الآيسلندية فانديس فريدريكسدوتير في المباراة التي فاز فيها الفريق بنتيجة 1-0 على نادي بريسبان روار.

### روسينجورد
في أبريل 2021، انضمت غرانت إلى نادي نادي روسينجورد للسيدات في الدوري السويدي لكرة القدم للسيدات.

### فيتسيو
في أغسطس 2022، انتقلت غرانت على سبيل الإعارة إلى نادي فيتسيو السويدي قبل أن تنتقل إليه نهائيًا في يناير 2023. في 15 نوفمبر 2023، أعلنت غرانت أنها ستغادر النادي.

### توتنهام هوتسبير
في يناير 2024، وبعد انتهاء عقدها، انضمت إلى توتنهام هوتسبير بعقد حتى عام 2026. في 14 يناير، ظهرت لأول مرة مع النادي في فوز 3-2 في كأس الاتحاد الإنجليزي على شيفيلد يونايتد، حيث لعبت المباراة بأكملها.

## مسيرتها الدولية
في سبتمبر 2021، شاركت غرانت لأول مرة مع المنتخب الأسترالي الأول في مباراة ودية ضد جمهورية أيرلندا. تم اختيار غرانت ضمن تشكيلة منتخب أستراليا لكرة القدم للسيدات المشاركة في دورة الألعاب الأولمبية الصيفية 2020 في طوكيو. تأهل المنتخب الأسترالي إلى ربع النهائي وفازت على بريطانيا العظمى قبل أن تُقصى في نصف النهائي أمام منتخب السويد. وفي مباراة فاصلة على الميدالية البرونزية، خسرت أمام الولايات المتحدة الأمريكية. في أبريل 2023، سجلت غرانت هدفها الدولي الأول في مباراة ودية ضد منتخب إنجلترا لكرة القدم للسيدات انتهت فوز المنتخب الأسترالي بنتيجة 2-0.

## حياتها الشخصية
أعلنت غرانت عبر إنستغرام في ديسمبر 2024 خطوبتها على لاكلان كاميرون. من بين صديقاتها المقربات زميلتا ماتيلداس، كيرا كوني كروس وكاترينا غوري (التي تصفها بـ"الأم الثانية"، وابنتها هاربر بمثابة أخت لها). وتصف زميلتيها المدافعتين عن ماتيلداس، إيلي كاربنتر وستيف كاتلي، بأنهما قدوتها الكبرى.